# Tiziana Cipriani Gadient
Tiziana Cipriani Gadient (* 30. November 1995 in Guayaquil, Ecuador) ist eine ehemalige Schweizer Eishockeyspielerin aus Arosa, die zwischen 2014 und 2021 für die Damenmannschaft von KMH Budapest spielte.

## Leben und Karriere
Tiziana Cipriani Gadient begann in Arosa bereits in jungen Jahren mit dem Eishockeyspiel. Daneben trainierte sie auch das Skifahren im örtlichen Skiclub. Da der EHC Arosa über keine Damenmannschaft verfügte, spielte sie wie zuvor schon Livia Altmann sowie Monika, Nina und Isabel Waidacher bei den männlichen Schulkollegen mit. Weil sie in diesem Umfeld rasch Fortschritte erzielte, wurde sie in den Schweizer Nachwuchs-Nationalkader berufen.
Nach der obligatorischen Schulzeit im Schanfigg besuchte sie das Hochalpine Institut in Ftan. Später zog sie nach Seewen, wo sie im Gymnasium Immensee die Matura abschloss. Während dieser Zeit spielte sie im Novizenteam des EHC Seewen und für eine Saison für die ZSC Lions Frauen. Mit der U18-Nationalmannschaft nahm sie an den U18-Frauen-Weltmeisterschaften in Stockholm (Platz 7), Přerov (Abstieg in die Division I) und Romanshorn (Division I, Platz 2) teil.
2014 war Cipriani Gadient Mitglied der Schweizer Nationalmannschaft der Frauen. Weil sie in der Schweiz wegen des Numerus clausus keinen Studienplatz erhielt, zog sie im September jenes Jahres nach Budapest, um in der deutschen Abteilung der Szent-István-Universität Veterinärmedizin zu studieren. Anschließend gehörte sie dem Frauenteam des KMH Budapest an. Zwischen 2015 und 2021 spielte sie mit der zweiten Mannschaft des KMH in der österreichischen Dameneishockey-Bundesliga (DEBL).